# Sumitomo Metal Industries
Samra Metal Industries, Ltd. (株式会社 金属 工業 株式会社 Sumitomo Kinzoku Kōgyō Kabushiki-gaisha) fue un fabricante de acero con sede en Osaka, Japón, hasta que se fusionó con Nippon Steel en 2012 para formar Nippon Steel & Sumitomo Metal Corporation, el tercer fabricante de acero más grande. En el mundo a partir de 2015.
Sus orígenes como empresa moderna datan de 1897, cuando se abrió Sumitomo Copper en Osaka, y como fabricante de acero desde 1901, cuando comenzó a funcionar Sumitomo Steel.
Fue el tercer mayor fabricante de acero integrado en Japón con tres acerías integradas (Wakayama, Kainan y Kashima) y varias otras plantas de fabricación, y uno de los mayores fabricantes de tuberías y tubos sin costura, como OCTG y línea. - tubos utilizados para la explotación de petróleos y GNL.
Sumitomo Metal Industries fue la empresa matriz de Sumitomo Sitix hasta que Sumitomo Sitix se fusionó con la división de silicio de Mitsubishi para crear SUMCO (Sumitomo Mitsubishi). SUMCO es actualmente el segundo mayor fabricante de obleas de silicio.
El 1 de octubre de 2012, Nippon Steel se fusionó formalmente con Sumitomo Metal Industries; las acciones fusionadas se enumeran (bajo el número 5401, el antiguo Sumitomo Metals número 5405 suspendido) como Nippon Steel & Sumitomo Metal Corp.
Kashima Antlers, el famoso club de fútbol japonés, comenzó como el club de Sumitomo Metal Industries. Fundada en 1947 en Osaka, se trasladó a la planta de Kashima, Ibaraki en 1975.